# Анфим (Алексудис)
Митрополи́т Анфи́м Алексу́дис (греч. Άνθιμος Αλεξούδης; 1824, Мадитос, Османская империя — 11 [24] февраля 1909, Стамбул) — епископ Константинпольской православной церкви, митрополит Амассийский (1887—1909).

## Биография
Родился в 1824 году в Мадитосе в Восточной Фракии. При поддержке епископа Клаудиопольского Пантелеимона, который также был родом из Мадито, отправился в Стамбуле в 1845 году и поступил в Великую школу нации на Фанаре. Затем служил в качестве секретаря митрополита Эфесского Анфима (Куталианоса). Был образован, знал итальянский язык и латынь.
25 декабря 1847 года патриархом Константинопольским Анфимом VI был хиротонисан во диакона. 5 октября 1854 года был назначен вторым патриаршим диаконом.
27 февраля 1855 года состоялась его архиерейская хиротония и возведение в достоинство митрополита Бератского.
22 июля 1887 избран был единогласно избран митрополитом Амассийским. На эту кафедру кроме него претендовали митрополит Рашско-Призренский Мелетий (Спандонидис) и митрополит Драмский Герман (Михаилидис).
31 января 1908 года уволен на покой. Скончался 11 февраля 1909 года в Константинополе.